# 福全所城
福全所城，位于中国福建省晋江市金井镇福全村、溜江村，为明洪武二十年（1387年）江夏侯周德兴为防倭寇而建，清康熙十六年（1677年）重修，现存夯土城基遗址长约2000米、宽5米，南北水关各一个。城内的无尾塔，为三层四角实心石塔，残高8.6 米，底边长3.4米。有明代摩崖石刻九处；留从效庙为宋代始建，民国重修，祀广泽尊王，庙内有宋代覆盆柱础、石门墩、方首石栏杆望柱、界石碑等。2009年11月16日公布为第七批福建省文物保护单位。